# Nog ééntje
Nog ééntje is een Belgisch biologisch bier van hoge gisting.
Het bier wordt gebrouwen in De Proefbrouwerij, te Hijfte in opdracht van Stepaja nv. Het bier werd oorspronkelijk gebrouwen met zoetstoffen (steviol glycosides) uit de steviaplant maar vermits dit voor 2011 verboden was in België werd het bier meteen uit de handel genomen. De zoetstoffen werden daarom vervangen door zoethout; anno 2013 wordt het bier gezoet met rietsuiker.
Op de etiketten staat steeds de Franse naam toegevoegd: Encore une.

## Varianten
- Nog ééntje Dubbel, bruin dubbel bier met een alcoholpercentage van 6,7%
- Nog ééntje Tripel, donkerblonde tripel met een alcoholpercentage van 6,5%